# FCディナモ・バルナウル
FCディナモ・バルナウル（ロシア語: Футбольный клуб «Динамо-Барнаул», 英語:Football Club Dynamo Barnaul）は、ロシア・アルタイ地方・バルナウルを本拠地とするサッカークラブ。

## タイトル

### 国内タイトル
なし

### 国際タイトル
なし

## 歴代所属選手

### DF
- ヴァレリー・アブラミーヅェ 2009

### MF
- エフゲニー・スメルティン 1985-1987
- セルゲイ・コルミルツェフ 1991-1993、2008
- アレクセイ・スメルティン 1992-1993
- エフゲニー・シチェルバコフ 2004-2005

### FW
- ゲンナディー・グサロフ 1969–1971
- ミヘイル・アシュヴェティア 2008